# Campeonato Mundial de Vóley Playa de 2023 - Torneo masculino
El torneo masculino del Campeonato Mundial de Vóley Playa de 2023 se celebra en Tlaxcala (México) entre el 6 y el 15 de octubre de 2023 bajo la organización de la Federación Internacional de Voleibol (FIVB) y la Federación Mexicana de Voleibol.
Las competiciones se realizan en las plazas de toros de las ciudades de Tlaxcala, Apizaco y Huamantla.
Compiten en el torneo 48 parejas, que fueron divididas en 12 grupos de cuatro equipos para disputar la fase de grupos.

## Calendario
| FP | Fase preliminar | 1/16 | Dieciseisavos de final | 1/8 | Octavos de final | 1/4 | Cuartos de final | 1/2 | Semifinales | F | Finales |

| Octubre de 2023  | 06 Vie | 07 Sáb | 08 Dom | 09 Lun | 10 Mar | 11 Mié | 12 Jue | 13 Vie | 14 Sáb | 15 Dom |
| ---------------- | ------ | ------ | ------ | ------ | ------ | ------ | ------ | ------ | ------ | ------ |
| Torneo masculino | FP     | FP     | FP     | FP     | FP     | 1/16   | 1/8    | 1/4    | 1/2    | F      |

## Fase de grupos
El sorteo se realizó el 30 de agosto de 2023. Si dos equipos están empatados en puntos, se utilizará el conjunto general y la proporción de puntos. Si tres equipos están empatados a puntos los partidos contra esos equipos determinarán la clasificación
Todos los horarios son locales (UTC−6).

### Grupo A
| Pos | Equipo              | J | G | P | PTS | SG | SP | R     | SPG | SPP | R     |
| --- | ------------------- | - | - | - | --- | -- | -- | ----- | --- | --- | ----- |
| 1   | A. Mol – Sørum      | 3 | 3 | 0 | 6   | 6  | 1  | 6     | 139 | 93  | 1.494 |
| 2   | Lupo – Rossi        | 3 | 2 | 1 | 5   | 5  | 3  | 1.667 | 134 | 138 | 0.971 |
| 3   | Boermans – De Groot | 3 | 1 | 2 | 4   | 3  | 4  | 0.750 | 123 | 108 | 1.138 |
| 4   | Monjane – Martinho  | 3 | 0 | 3 | 3   | 0  | 6  | 0     | 69  | 126 | 0.547 |

| Fecha y Hora        | Partido             | Partido   | Partido             | Sets    | Sets    | Sets    | Puntuación total | Tiempo |
| Fecha y Hora        |                     | Resultado |                     | 1       | 2       | 3       | Puntuación total | Tiempo |
| ------------------- | ------------------- | --------- | ------------------- | ------- | ------- | ------- | ---------------- | ------ |
| 6 de octubre, 14:30 | A. Mol – Sørum      | 2 - 0     | Monjane – Martinho  | 21 - 13 | 21 - 9  |         | 42 - 21          |        |
| 6 de octubre, 15:30 | Boermans – De Groot | 1 - 2     | Lupo – Rossi        | 21 - 10 | 21 - 23 | 12 - 15 | 54 - 48          |        |
| 7 de octubre, 12:00 | A. Mol – Sørum      | 2 - 1     | Lupo – Rossi        | 19 - 21 | 21 - 13 | 15 - 10 | 55 - 44          |        |
| 7 de octubre, 19:00 | Boermans – De Groot | 2 - 0     | Monjane – Martinho  | 21 - 8  | 21 - 10 |         | 42 - 18          |        |
| 8 de octubre, 12:00 | A. Mol – Sørum      | 2 - 0     | Boermans – De Groot | 21 - 14 | 21 - 13 |         | 42 - 27          |        |
| 8 de octubre, 15:30 | Lupo – Rossi        | 2 - 0     | Monjane – Martinho  | 21 - 16 | 21 - 13 |         | 42 - 29          |        |

### Grupo B
| Pos | Equipo            | J | G | P | PTS | SG | SP | R     | SPG | SPP | R     |
| --- | ----------------- | - | - | - | --- | -- | -- | ----- | --- | --- | ----- |
| 1   | Åhman – Hellvig   | 3 | 3 | 0 | 6   | 6  | 0  | MAX   | 129 | 87  | 1.482 |
| 2   | Hodges – Schubert | 3 | 2 | 1 | 5   | 4  | 2  | 2     | 117 | 111 | 1.054 |
| 3   | Pedrosa – Campos  | 3 | 1 | 2 | 4   | 2  | 4  | 0.500 | 113 | 125 | 0.904 |
| 4   | Leòn – Marcos     | 3 | 0 | 3 | 3   | 0  | 6  | 0     | 99  | 135 | 0.733 |

| Fecha y Hora        | Partido           | Partido   | Partido           | Sets    | Sets    | Sets | Puntuación total | Tiempo |
| Fecha y Hora        |                   | Resultado |                   | 1       | 2       | 3    | Puntuación total | Tiempo |
| ------------------- | ----------------- | --------- | ----------------- | ------- | ------- | ---- | ---------------- | ------ |
| 6 de octubre, 14:30 | Åhman – Hellvig   | 2 - 0     | Leòn – Marcos     | 21 - 16 | 21 - 12 |      | 42 - 28          |        |
| 6 de octubre, 14:30 | Hodges – Schubert | 2 - 0     | Pedrosa – Campos  | 21 - 18 | 21 - 18 |      | 42 - 32          |        |
| 8 de octubre, 9:00  | Åhman – Hellvig   | 2 - 0     | Pedrosa – Campos  | 21 - 12 | 21 - 14 |      | 42 - 26          |        |
| 8 de octubre, 9:00  | Hodges – Schubert | 2 - 0     | Leòn – Marcos     | 21 - 19 | 21 - 11 |      | 42 - 30          |        |
| 9 de octubre, 10:00 | Åhman – Hellvig   | 2 - 0     | Hodges – Schubert | 21 - 11 | 24 - 22 |      | 45 - 33          |        |
| 9 de octubre, 10:00 | Pedrosa – Campos  | 2 - 0     | Leòn – Marcos     | 30 - 28 | 21 - 13 |      | 51 - 41          |        |

### Grupo C
| Pos | Equipo              | J | G | P | PTS | SG | SP | R     | SPG | SPP | R     |
| --- | ------------------- | - | - | - | --- | -- | -- | ----- | --- | --- | ----- |
| 1   | Partain – Benesh    | 3 | 3 | 0 | 6   | 6  | 1  | 6     | 138 | 107 | 1.289 |
| 2   | H. Mol – Berntsen   | 3 | 2 | 1 | 5   | 4  | 3  | 1.333 | 131 | 130 | 1.007 |
| 3   | Peter – Hernán      | 3 | 1 | 2 | 4   | 2  | 5  | 0.400 | 116 | 138 | 0.840 |
| 4   | Krou – Gauthier-Rat | 3 | 0 | 3 | 3   | 3  | 6  | 0.500 | 148 | 158 | 0.936 |

| Fecha y Hora        | Partido             | Partido   | Partido             | Sets    | Sets    | Sets    | Puntuación total | Tiempo |
| Fecha y Hora        |                     | Resultado |                     | 1       | 2       | 3       | Puntuación total | Tiempo |
| ------------------- | ------------------- | --------- | ------------------- | ------- | ------- | ------- | ---------------- | ------ |
| 6 de octubre, 15:30 | Krou – Gauthier-Rat | 1 - 2     | H. Mol – Berntsen   | 21 - 14 | 17 - 21 | 11 - 15 | 49 - 50          |        |
| 6 de octubre, 21:00 | Partain – Benesh    | 2 - 0     | Peter – Hernán      | 21 - 9  | 21 - 14 |         | 42 - 23          |        |
| 7 de octubre, 12:00 | Krou – Gauthier-Rat | 1 - 2     | Peter – Hernán      | 20 - 22 | 21 - 19 | 12 - 15 | 53 - 56          |        |
| 7 de octubre, 21:00 | Partain – Benesh    | 2 - 0     | H. Mol – Berntsen   | 23 - 21 | 21 - 17 |         | 44 - 38          |        |
| 8 de octubre, 15:30 | Partain – Benesh    | 2 - 1     | Krou – Gauthier-Rat | 16 - 21 | 21 - 15 | 15 - 10 | 52 - 46          |        |
| 8 de octubre, 15:30 | H. Mol – Berntsen   | 2 - 0     | Peter – Hernán      | 22 - 20 | 21 - 17 |         | 43 - 37          |        |

### Grupo D
| Pos | Equipo           | J | G | P | PTS | SG | SP | R     | SPG | SPP | R     |
| --- | ---------------- | - | - | - | --- | -- | -- | ----- | --- | --- | ----- |
| 1   | Crabb – Brunner  | 3 | 2 | 1 | 5   | 5  | 3  | 1.667 | 145 | 143 | 1.014 |
| 2   | Popov – Reznik   | 3 | 2 | 1 | 5   | 4  | 4  | 1     | 138 | 138 | 1     |
| 3   | Evans – Budinger | 3 | 1 | 2 | 4   | 2  | 4  | 0.500 | 117 | 113 | 1.035 |
| 4   | George – André   | 3 | 1 | 2 | 4   | 4  | 4  | 1     | 145 | 151 | 0.960 |

| Fecha y Hora        | Partido         | Partido   | Partido          | Sets    | Sets    | Sets    | Puntuación total | Tiempo |
| Fecha y Hora        |                 | Resultado |                  | 1       | 2       | 3       | Puntuación total | Tiempo |
| ------------------- | --------------- | --------- | ---------------- | ------- | ------- | ------- | ---------------- | ------ |
| 6 de octubre, 15:30 | George – André  | 2 - 0     | Evans – Budinger | 21 - 17 | 24 - 22 |         | 45 - 39          |        |
| 6 de octubre, 21:00 | Crabb – Brunner | 1 - 2     | Popov – Reznik   | 20 - 22 | 21 - 18 | 7 - 15  | 48 - 55          |        |
| 7 de octubre, 16:30 | George – André  | 1 - 2     | Popov – Reznik   | 21 - 19 | 12 - 21 | 15 - 17 | 48 - 57          |        |
| 7 de octubre, 21:00 | Crabb – Brunner | 2 - 0     | Evans – Budinger | 21 - 18 | 21 - 18 |         | 42 - 36          |        |
| 8 de octubre, 21:00 | George – André  | 1 - 2     | Crabb – Brunner  | 21 - 19 | 19 - 21 | 12 - 15 | 52 - 55          |        |
| 8 de octubre, 21:00 | Popov – Reznik  | 0 - 2     | Evans – Budinger | 15 - 21 | 11 - 21 |         | 26 - 42          |        |

### Grupo E
| Pos | Equipo                | J | G | P | PTS | SG | SP | R     | SPG | SPP | R     |
| --- | --------------------- | - | - | - | --- | -- | -- | ----- | --- | --- | ----- |
| 1   | Seidl – Pristauz      | 3 | 3 | 0 | 6   | 6  | 1  | 6     | 141 | 116 | 1.215 |
| 2   | Ranghieri – Carambula | 3 | 2 | 1 | 5   | 5  | 3  | 1.667 | 150 | 127 | 1.181 |
| 3   | Hörl – Horst          | 3 | 1 | 2 | 4   | 3  | 4  | 0.750 | 132 | 122 | 1.082 |
| 4   | Mora – López          | 3 | 0 | 3 | 3   | 0  | 6  | 0     | 68  | 126 | 0.539 |

| Fecha y Hora        | Partido               | Partido   | Partido          | Sets    | Sets    | Sets    | Puntuación total | Tiempo |
| Fecha y Hora        |                       | Resultado |                  | 1       | 2       | 3       | Puntuación total | Tiempo |
| ------------------- | --------------------- | --------- | ---------------- | ------- | ------- | ------- | ---------------- | ------ |
| 6 de octubre, 14:30 | Ranghieri – Carambula | 2 - 0     | Mora – López     | 21 - 12 | 21 - 12 |         | 42 - 24          |        |
| 6 de octubre, 15:30 | Hörl – Horst          | 0 - 2     | Seidl – Pristauz | 21 - 23 | 19 - 21 |         | 40 - 44          |        |
| 7 de octubre, 11:00 | Ranghieri – Carambula | 1 - 2     | Seidl – Pristauz | 21 - 19 | 17 - 21 | 12 - 15 | 50 - 55          |        |
| 7 de octubre, 12:00 | Hörl – Horst          | 2 - 0     | Mora – López     | 21 - 9  | 21 - 11 |         | 42 - 20          |        |
| 8 de octubre, 16:30 | Ranghieri – Carambula | 2 - 1     | Hörl – Horst     | 22 - 24 | 21 - 16 | 15 - 10 | 58 - 50          |        |
| 8 de octubre, 21:00 | Seidl – Pristauz      | 2 - 0     | Mora – López     | 21 - 15 | 21 - 11 |         | 42 - 26          |        |

### Grupo F
| Pos | Equipo             | J | G | P | PTS | SG | SP | R     | SPG | SPP | R     |
| --- | ------------------ | - | - | - | --- | -- | -- | ----- | --- | --- | ----- |
| 1   | Ehlers – Wickler   | 3 | 3 | 0 | 6   | 6  | 0  | MAX   | 127 | 82  | 1.548 |
| 2   | Aravena – Droguett | 3 | 2 | 1 | 5   | 4  | 2  | 2     | 116 | 124 | 0.935 |
| 3   | Kantor – Zdybek    | 3 | 1 | 2 | 4   | 2  | 4  | 0.500 | 111 | 131 | 0.847 |
| 4   | Schalk – Bourne    | 3 | 0 | 3 | 3   | 0  | 6  | 0     | 113 | 130 | 0.869 |

| Fecha y Hora        | Partido          | Partido   | Partido            | Sets    | Sets    | Sets | Puntuación total | Tiempo |
| Fecha y Hora        |                  | Resultado |                    | 1       | 2       | 3    | Puntuación total | Tiempo |
| ------------------- | ---------------- | --------- | ------------------ | ------- | ------- | ---- | ---------------- | ------ |
| 7 de octubre, 11:00 | Ehlers – Wickler | 2 - 0     | Aravena – Droguett | 21 - 7  | 21 - 13 |      | 42 - 20          |        |
| 7 de octubre, 11:00 | Schalk – Bourne  | 0 - 2     | Kantor – Zdybek    | 19 - 21 | 19 - 21 |      | 38 - 42          |        |
| 8 de octubre, 10:00 | Ehlers – Wickler | 2 - 0     | Kantor – Zdybek    | 21 - 12 | 21 - 14 |      | 42 - 26          |        |
| 8 de octubre, 10:00 | Schalk – Bourne  | 0 - 2     | Aravena – Droguett | 17 - 21 | 22 - 24 |      | 39 - 45          |        |
| 9 de octubre, 9:00  | Ehlers – Wickler | 2 - 0     | Schalk – Bourne    | 22 - 20 | 21 - 16 |      | 43 - 36          |        |
| 9 de octubre, 9:00  | Kantor – Zdybek  | 0 - 2     | Aravena – Droguett | 28 - 30 | 15 - 21 |      | 43 - 51          |        |

### Grupo G
| Pos | Equipo               | J | G | P | PTS | SG | SP | R     | SPG | SPP | R     |
| --- | -------------------- | - | - | - | --- | -- | -- | ----- | --- | --- | ----- |
| 1   | Cherif – Ahmed       | 3 | 3 | 0 | 6   | 6  | 1  | 6     | 137 | 90  | 1.522 |
| 2   | Ha – Wu              | 3 | 2 | 1 | 5   | 4  | 2  | 2     | 116 | 104 | 1.115 |
| 3   | Solberg – Carvalhaes | 3 | 1 | 2 | 4   | 3  | 4  | 0.750 | 123 | 117 | 1.051 |
| 4   | Blanco – Garcia      | 3 | 0 | 3 | 3   | 0  | 6  | 0     | 61  | 126 | 0.484 |

| Fecha y Hora        | Partido              | Partido   | Partido              | Sets    | Sets    | Sets   | Puntuación total | Tiempo |
| Fecha y Hora        |                      | Resultado |                      | 1       | 2       | 3      | Puntuación total | Tiempo |
| ------------------- | -------------------- | --------- | -------------------- | ------- | ------- | ------ | ---------------- | ------ |
| 7 de octubre, 14:30 | Solberg – Carvalhaes | 0 - 2     | Ha – Wu              | 18 - 21 | 16 - 21 |        | 34 - 42          |        |
| 7 de octubre, 21:00 | Cherif – Ahmed       | 2 - 0     | Blanco – Garcia      | 21 - 7  | 21 - 4  |        | 42 - 11          |        |
| 8 de octubre, 11:00 | Solberg – Carvalhaes | 2 - 0     | Blanco – Garcia      | 21 - 12 | 21 - 10 |        | 42 - 22          |        |
| 8 de octubre, 14:30 | Cherif – Ahmed       | 2 - 0     | Ha – Wu              | 21 - 18 | 21 - 14 |        | 42 - 32          |        |
| 9 de octubre, 12:00 | Cherif – Ahmed       | 2 - 1     | Solberg – Carvalhaes | 21 - 18 | 17 - 21 | 15 - 8 | 53 - 47          |        |
| 9 de octubre, 16:30 | Ha – Wu              | 2 - 0     | Blanco – Garcia      | 21 - 14 | 21 - 14 |        | 42 - 28          |        |

### Grupo H
| Pos | Equipo              | J | G | P | PTS | SG | SP | R     | SPG | SPP | R     |
| --- | ------------------- | - | - | - | --- | -- | -- | ----- | --- | --- | ----- |
| 1   | Herrera – Gavira    | 3 | 3 | 0 | 6   | 6  | 0  | MAX   | 127 | 91  | 1.395 |
| 2   | Cottafava – Nicolai | 3 | 2 | 1 | 5   | 4  | 2  | 2     | 117 | 98  | 1.193 |
| 3   | McHugh – Burnett    | 3 | 1 | 2 | 4   | 2  | 4  | 0.500 | 113 | 123 | 0.918 |
| 4   | Barajas – Cruz      | 3 | 0 | 3 | 3   | 0  | 6  | 0     | 83  | 128 | 0.648 |

| Fecha y Hora        | Partido             | Partido   | Partido          | Sets    | Sets    | Sets | Puntuación total | Tiempo |
| Fecha y Hora        |                     | Resultado |                  | 1       | 2       | 3    | Puntuación total | Tiempo |
| ------------------- | ------------------- | --------- | ---------------- | ------- | ------- | ---- | ---------------- | ------ |
| 6 de octubre, 19:00 | Cottafava – Nicolai | 2 - 0     | Barajas – Cruz   | 21 - 9  | 21 - 11 |      | 42 - 20          |        |
| 6 de octubre, 19:00 | Herrera – Gavira    | 2 - 0     | McHugh – Burnett | 22 - 20 | 21 - 13 |      | 43 - 33          |        |
| 8 de octubre, 20:00 | Cottafava – Nicolai | 2 - 0     | McHugh – Burnett | 21 - 18 | 21 - 18 |      | 42 - 36          |        |
| 8 de octubre, 20:00 | Herrera – Gavira    | 2 - 0     | Barajas – Cruz   | 21 - 13 | 21 - 12 |      | 42 - 25          |        |
| 9 de octubre, 20:00 | Cottafava – Nicolai | 0 - 2     | Herrera – Gavira | 15 - 21 | 18 - 21 |      | 33 - 42          |        |
| 9 de octubre, 20:00 | McHugh – Burnett    | 2 - 0     | Barajas – Cruz   | 21 - 17 | 23 - 21 |      | 44 - 38          |        |

### Grupo I
| Pos | Equipo              | J | G | P | PTS | SG | SP | R     | SPG | SPP | R     |
| --- | ------------------- | - | - | - | --- | -- | -- | ----- | --- | --- | ----- |
| 1   | Alayo – Díaz        | 3 | 2 | 1 | 5   | 5  | 3  | 1.667 | 146 | 132 | 1.106 |
| 2   | Evandro – Arthur    | 3 | 2 | 1 | 5   | 4  | 3  | 1.333 | 133 | 128 | 1.039 |
| 3   | Perušič – Schweiner | 3 | 1 | 2 | 4   | 3  | 4  | 0.750 | 122 | 112 | 1.089 |
| 4   | Galindo – Aguirre   | 3 | 1 | 2 | 4   | 2  | 4  | 0.500 | 90  | 119 | 0.756 |

| Fecha y Hora        | Partido             | Partido   | Partido             | Sets    | Sets    | Sets    | Puntuación total | Tiempo |
| Fecha y Hora        |                     | Resultado |                     | 1       | 2       | 3       | Puntuación total | Tiempo |
| ------------------- | ------------------- | --------- | ------------------- | ------- | ------- | ------- | ---------------- | ------ |
| 6 de octubre, 20:00 | Oliveira – Lanci    | 0 - 2     | Galindo – Aguirre   | 17 - 21 | 18 - 21 |         | 35 - 42          |        |
| 6 de octubre, 21:00 | Perušič – Schweiner | 1 - 2     | Alayo – Díaz        | 17 - 21 | 21 -15  | 9 - 15  | 47 - 51          |        |
| 8 de octubre, 12:00 | Oliveira – Lanci    | 2 - 1     | Alayo – Díaz        | 22 - 20 | 19 - 21 | 15 - 12 | 56 - 53          |        |
| 8 de octubre, 20:00 | Perušič – Schweiner | 2 - 0     | Galindo – Aguirre   | 21 - 11 | 21 - 8  |         | 42 - 19          |        |
| 9 de octubre, 11:00 | Oliveira – Lanci    | 2 - 0     | Perušič – Schweiner | 21 - 16 | 21 - 17 |         | 42 - 33          |        |
| 9 de octubre, 20:00 | Alayo – Díaz        | 2 - 0     | Galindo – Aguirre   | 21 - 18 | 21 - 11 |         | 42 - 29          |        |

### Grupo J
| Pos | Equipo                 | J | G | P | PTS | SG | SP | R     | SPG | SPP | R     |
| --- | ---------------------- | - | - | - | --- | -- | -- | ----- | --- | --- | ----- |
| 1   | Immers – Van de Velde  | 3 | 3 | 0 | 6   | 6  | 1  | 6     | 144 | 120 | 1.200 |
| 2   | Brouwer – Meeuwsen     | 3 | 2 | 1 | 5   | 5  | 2  | 2.500 | 146 | 127 | 1.149 |
| 3   | Nicolaidis – Carracher | 3 | 1 | 2 | 4   | 2  | 4  | 0.500 | 108 | 113 | 0.955 |
| 4   | Pithak – Poravid       | 3 | 0 | 3 | 3   | 0  | 6  | 0     | 89  | 127 | 0.700 |

| Fecha y Hora        | Partido                | Partido   | Partido                | Sets    | Sets     | Sets    | Puntuación total | Tiempo |
| Fecha y Hora        |                        | Resultado |                        | 1       | 2        | 3       | Puntuación total | Tiempo |
| ------------------- | ---------------------- | --------- | ---------------------- | ------- | -------- | ------- | ---------------- | ------ |
| 7 de octubre, 12:00 | Brouwer – Meeuwsen     | 2 - 0     | Pithak – Poravid       | 21 - 14 | 21 - 15  |         | 42 - 29          |        |
| 7 de octubre, 16:30 | Immers – Van de Velde  | 2 - 0     | Nicolaidis – Carracher | 21 - 12 | 21 - 15  |         | 42 - 27          |        |
| 8 de octubre, 16:30 | Brouwer – Meeuwsen     | 2 - 0     | Nicolaidis – Carracher | 21 - 18 | 23 - 21  |         | 44 - 39          |        |
| 8 de octubre, 16:30 | Immers – Van de Velde  | 2 - 0     | Pithak – Poravid       | 21 - 13 | 22 - 20  |         | 43 - 33          |        |
| 9 de octubre, 16:30 | Brouwer – Meeuwsen     | 1 - 2     | Immers – Van de Velde  | 29 - 31 | 21' - 13 | 10 - 15 | 60 - 59          |        |
| 9 de octubre, 16:30 | Nicolaidis – Carracher | 2 - 0     | Pithak – Poravid       | 21 - 18 | 21 - 9   |         | 42 - 27          |        |

### Grupo K
| Pos | Equipo                        | J | G | P | PTS | SG | SP | R     | SPG | SPP | R     |
| --- | ----------------------------- | - | - | - | --- | -- | -- | ----- | --- | --- | ----- |
| 1   | Łosiak – Bryl                 | 3 | 3 | 0 | 6   | 6  | 1  | 6     | 139 | 118 | 1.178 |
| 2   | N. Capogrosso – T. Capogrosso | 3 | 2 | 1 | 5   | 4  | 2  | 2     | 124 | 118 | 1.050 |
| 3   | M. Grimalt – E. Grimalt       | 3 | 1 | 2 | 4   | 3  | 4  | 0.750 | 132 | 133 | 0.992 |
| 4   | Bassereau – Lyneel            | 3 | 0 | 3 | 3   | 0  | 6  | 0     | 103 | 129 | 0.798 |

| Fecha y Hora        | Partido                       | Partido   | Partido                       | Sets    | Sets    | Sets    | Puntuación total | Tiempo |
| Fecha y Hora        |                               | Resultado |                               | 1       | 2       | 3       | Puntuación total | Tiempo |
| ------------------- | ----------------------------- | --------- | ----------------------------- | ------- | ------- | ------- | ---------------- | ------ |
| 7 de octubre, 11:00 | Łosiak – Bryl                 | 2 - 0     | Bassereau – Lyneel            | 21 - 18 | 21 - 14 |         | 42 - 32          |        |
| 7 de octubre, 16:30 | M. Grimalt – E. Grimalt       | 0 - 2     | N. Capogrosso – T. Capogrosso | 22 - 24 | 16 - 21 |         | 38 - 45          |        |
| 8 de octubre, 9:00  | Łosiak – Bryl                 | 2 - 0     | N. Capogrosso – T. Capogrosso | 21 - 16 | 21 - 19 |         | 42 - 35          |        |
| 8 de octubre, 14:30 | M. Grimalt – E. Grimalt       | 2 - 0     | Bassereau – Lyneel            | 22 - 20 | 21 - 13 |         | 43 - 33          |        |
| 9 de octubre, 9:00  | Łosiak – Bryl                 | 2 - 1     | M. Grimalt – E. Grimalt       | 19 - 21 | 21 - 18 | 15 - 12 | 55 - 51          |        |
| 9 de octubre, 12:00 | N. Capogrosso – T. Capogrosso | 2 - 0     | Bassereau – Lyneel            | 23 - 21 | 21 - 17 |         | 44 - 38          |        |

### Grupo L
| Pos | Equipo                | J | G | P | PTS | SG | SP | R     | SPG | SPP | R     |
| --- | --------------------- | - | - | - | --- | -- | -- | ----- | --- | --- | ----- |
| 1   | Vitor Felipe – Renato | 3 | 3 | 0 | 6   | 6  | 1  | 6     | 147 | 122 | 1.204 |
| 2   | Schachter – Dearing   | 3 | 2 | 1 | 5   | 5  | 2  | 2.500 | 137 | 116 | 1.181 |
| 3   | Sarabia – Virgen      | 3 | 1 | 2 | 4   | 2  | 5  | 0.400 | 131 | 141 | 0.929 |
| 4   | Abicha – El Azhari    | 3 | 0 | 3 | 3   | 1  | 6  | 0.167 | 109 | 145 | 0751  |

| Fecha y Hora        | Partido               | Partido   | Partido               | Sets    | Sets    | Sets    | Puntuación total | Tiempo |
| Fecha y Hora        |                       | Resultado |                       | 1       | 2       | 3       | Puntuación total | Tiempo |
| ------------------- | --------------------- | --------- | --------------------- | ------- | ------- | ------- | ---------------- | ------ |
| 6 de octubre, 20:00 | Sarabia – Virgen      | 2 - 1     | Abicha – El Azhari    | 25 - 27 | 21 - 14 | 15 - 11 | 61 - 52          |        |
| 6 de octubre, 21:00 | Vitor Felipe – Renato | 2 - 1     | Schachter – Dearing   | 21 - 23 | 22 - 20 | 15 - 10 | 58 - 53          |        |
| 8 de octubre, 20:00 | Sarabia – Virgen      | 0 - 2     | Schachter – Dearing   | 17 - 21 | 12 - 21 |         | 29 - 42          |        |
| 8 de octubre, 21:00 | Vitor Felipe – Renato | 2 - 0     | Abicha – El Azhari    | 21 - 13 | 21 - 15 |         | 42 - 28          |        |
| 9 de octubre, 16:30 | Schachter – Dearing   | 2 - 0     | Abicha – El Azhari    | 21 - 19 | 21 - 10 |         | 42 - 29          |        |
| 9 de octubre, 20:00 | Sarabia – Virgen      | 0 - 2     | Vitor Felipe – Renato | 24 - 26 | 17 - 21 |         | 41 - 47          |        |

### Clasificación de los terceros lugares
los 4 primeros mejores 3° lugares pasaran directamente a la ronda de 32vos, mientras que las posiciónes 5 a 12 se jugaran uno vs uno para tener los últimos 4 boletos a la ronda de eliminatorias.
| Pos | Equipo                  | J | G | P | SG | SP | R | SPG   | SPP | R   | PTS   |
| --- | ----------------------- | - | - | - | -- | -- | - | ----- | --- | --- | ----- |
| 1   | Boermans – De Groot     | 3 | 1 | 2 | 4  | 3  | 4 | 0.750 | 123 | 108 | 1.138 |
| 2   | Perušič – Schweiner     | 3 | 1 | 2 | 4  | 3  | 4 | 0.750 | 122 | 112 | 1.089 |
| 3   | Hörl – Horst            | 3 | 1 | 2 | 4  | 3  | 4 | 0.750 | 132 | 122 | 1.082 |
| 4   | Solberg – Carvalhaes    | 3 | 1 | 2 | 4  | 3  | 4 | 0.750 | 123 | 117 | 1.051 |
| 5   | M. Grimalt – E. Grimalt | 3 | 1 | 2 | 4  | 3  | 4 | 0.750 | 132 | 133 | 0.992 |
| 6   | Evans – Budinger        | 3 | 1 | 2 | 4  | 2  | 4 | 0.500 | 117 | 113 | 1.035 |
| 7   | Nicolaidis – Carracher  | 3 | 1 | 2 | 4  | 2  | 4 | 0.500 | 108 | 113 | 0.955 |
| 8   | McHugh – Burnett        | 3 | 1 | 2 | 4  | 2  | 4 | 0.500 | 113 | 123 | 0.918 |
| 9   | Pedrosa – Campos        | 3 | 1 | 2 | 4  | 2  | 4 | 0.500 | 113 | 125 | 0.904 |
| 10  | Kantor – Zdybek         | 3 | 1 | 2 | 4  | 2  | 4 | 0.500 | 111 | 131 | 0.847 |
| 11  | Sarabia – Virgen        | 3 | 1 | 2 | 4  | 2  | 5 | 0.400 | 131 | 141 | 0.929 |
| 12  | Peter – Hernán          | 3 | 1 | 2 | 4  | 2  | 5 | 0.400 | 116 | 138 | 0.840 |

### Playoffs 3 lugares
| Fecha y Hora         | Partido                 | Partido   | Partido          | Sets    | Sets    | Sets    | Puntuación total | Tiempo |
| Fecha y Hora         |                         | Resultado |                  | 1       | 2       | 3       | Puntuación total | Tiempo |
| -------------------- | ----------------------- | --------- | ---------------- | ------- | ------- | ------- | ---------------- | ------ |
| 10 de octubre, 13:00 | M. Grimalt – E. Grimalt | 2 - 0     | Peter – Hernán   | 21 - 14 | 24 - 22 |         | 45 - 36          |        |
| 10 de octubre, 13:00 | Nicolaidis – Carracher  | 0 - 2     | Kantor – Zdybek  | 17 - 21 | 17 - 21 |         | 34 - 42          |        |
| 10 de octubre, 14:00 | Evans – Budinger        | 2 - 0     | Sarabia – Virgen | 24 - 22 | 21 - 19 |         | 45 - 41          |        |
| 10 de octubre, 14:00 | McHugh – Burnett        | 2 - 1     | Pedrosa – Campos | 21 - 17 | 19 - 21 | 15 - 12 | 55 - 50          |        |

## Fase eliminatoria
|  | Ronda de 32                   | Ronda de 32                   | Ronda de 32           | Ronda de 32           | Ronda de 32 |                     |                      | Ronda de 16          | Ronda de 16 | Ronda de 16 | Ronda de 16 | Ronda de 16 |                      |                      | Cuartos de final | Cuartos de final | Cuartos de final | Cuartos de final | Cuartos de final |                     |                     | Semifinales | Semifinales | Semifinales | Semifinales | Semifinales     |                     |                     | Final         | Final         | Final | Final | Final |  |
|  |                               |                               |                       |                       |             |                     |                      |                      |             |             |             |             |                      |                      |                  |                  |                  |                  |                  |                     |                     |             |             |             |             |                 |                     |                     |               |               |       |       |       |  |
|  |                               |                               |                       |                       |             |                     |                      |                      |             |             |             |             |                      |                      |                  |                  |                  |                  |                  |                     |                     |             |             |             |             |                 |                     |                     |               |               |       |       |       |  |
|  | A. Mol – Sørum                | A. Mol – Sørum                | 21                    | 21                    |             |                     |                      |                      |             |             |             |             |                      |                      |                  |                  |                  |                  |                  |                     |                     |             |             |             |             |                 |                     |                     |               |               |       |       |       |  |
|  | A. Mol – Sørum                | A. Mol – Sørum                | 21                    | 21                    |             |                     |                      |                      |             |             |             |             |                      |                      |                  |                  |                  |                  |                  |                     |                     |             |             |             |             |                 |                     |                     |               |               |       |       |       |  |
|  | M. Grimalt – E. Grimalt       | M. Grimalt – E. Grimalt       | 12                    | 15                    |             |                     |                      |                      |             |             |             |             |                      |                      |                  |                  |                  |                  |                  |                     |                     |             |             |             |             |                 |                     |                     |               |               |       |       |       |  |
|  | M. Grimalt – E. Grimalt       | M. Grimalt – E. Grimalt       | 12                    | 15                    |             | A. Mol – Sørum      | A. Mol – Sørum       | 21                   | 21          |             |             |             |                      |                      |                  |                  |                  |                  |                  |                     |                     |             |             |             |             |                 |                     |                     |               |               |       |       |       |  |
|  |                               |                               |                       |                       |             | A. Mol – Sørum      | A. Mol – Sørum       | 21                   | 21          |             |             |             |                      |                      |                  |                  |                  |                  |                  |                     |                     |             |             |             |             |                 |                     |                     |               |               |       |       |       |  |
|  |                               |                               | Cottafava – Nicolai   | Cottafava – Nicolai   | 19          | 17                  |                      |                      |             |             |             |             |                      |                      |                  |                  |                  |                  |                  |                     |                     |             |             |             |             |                 |                     |                     |               |               |       |       |       |  |
|  | N. Capogrosso – T. Capogrosso | N. Capogrosso – T. Capogrosso | Cottafava – Nicolai   | Cottafava – Nicolai   | 19          | 17                  | 17                   | 12                   |             |             |             |             |                      |                      |                  |                  |                  |                  |                  |                     |                     |             |             |             |             |                 |                     |                     |               |               |       |       |       |  |
|  | N. Capogrosso – T. Capogrosso | N. Capogrosso – T. Capogrosso |                       |                       |             |                     |                      |                      |             |             |             |             |                      |                      |                  |                  |                  |                  |                  |                     |                     |             |             |             |             |                 |                     |                     |               |               |       |       |       |  |
|  | Cottafava – Nicolai           | Cottafava – Nicolai           | 21                    | 21                    |             |                     |                      |                      |             |             |             |             |                      |                      |                  |                  |                  |                  |                  |                     |                     |             |             |             |             |                 |                     |                     |               |               |       |       |       |  |
|  | Cottafava – Nicolai           | Cottafava – Nicolai           | 21                    | 21                    |             |                     |                      |                      |             |             |             |             | A. Mol – Sørum       | A. Mol – Sørum       | 14               | 21               | 12               |                  |                  |                     |                     |             |             |             |             |                 |                     |                     |               |               |       |       |       |  |
|  |                               |                               |                       |                       |             |                     |                      |                      |             |             |             |             | A. Mol – Sørum       | A. Mol – Sørum       | 14               | 21               | 12               |                  |                  |                     |                     |             |             |             |             |                 |                     |                     |               |               |       |       |       |  |
|  |                               |                               | Perušič – Schweiner   | Perušič – Schweiner   | 21          | 14                  | 15                   |                      |             |             |             |             |                      |                      |                  |                  |                  |                  |                  |                     |                     |             |             |             |             |                 |                     |                     |               |               |       |       |       |  |
|  | Alayo – Díaz                  | Alayo – Díaz                  | Perušič – Schweiner   | Perušič – Schweiner   | 21          | 14                  | 15                   | 16                   | 15          |             |             |             |                      |                      |                  |                  |                  |                  |                  |                     |                     |             |             |             |             |                 |                     |                     |               |               |       |       |       |  |
|  | Alayo – Díaz                  | Alayo – Díaz                  |                       |                       |             |                     |                      |                      |             |             |             |             |                      |                      |                  |                  |                  |                  |                  |                     |                     |             |             |             |             |                 |                     |                     |               |               |       |       |       |  |
|  | Lupo – Rossi                  | Lupo – Rossi                  | 21                    | 21                    |             |                     |                      |                      |             |             |             |             |                      |                      |                  |                  |                  |                  |                  |                     |                     |             |             |             |             |                 |                     |                     |               |               |       |       |       |  |
|  | Lupo – Rossi                  | Lupo – Rossi                  | 21                    | 21                    |             | Lupo – Rossi        | Lupo – Rossi         | 15                   | 17          |             |             |             |                      |                      |                  |                  |                  |                  |                  |                     |                     |             |             |             |             |                 |                     |                     |               |               |       |       |       |  |
|  |                               |                               |                       |                       |             | Lupo – Rossi        | Lupo – Rossi         | 15                   | 17          |             |             |             |                      |                      |                  |                  |                  |                  |                  |                     |                     |             |             |             |             |                 |                     |                     |               |               |       |       |       |  |
|  |                               |                               | Perušič – Schweiner   | Perušič – Schweiner   | 21          | 21                  |                      |                      |             |             |             |             |                      |                      |                  |                  |                  |                  |                  |                     |                     |             |             |             |             |                 |                     |                     |               |               |       |       |       |  |
|  | Perušič – Schweiner           | Perušič – Schweiner           | Perušič – Schweiner   | Perušič – Schweiner   | 21          | 21                  | 21                   | 21                   |             |             |             |             |                      |                      |                  |                  |                  |                  |                  |                     |                     |             |             |             |             |                 |                     |                     |               |               |       |       |       |  |
|  | Perušič – Schweiner           | Perušič – Schweiner           |                       |                       |             |                     |                      |                      |             |             |             |             |                      |                      |                  |                  |                  |                  |                  |                     |                     |             |             |             |             |                 |                     |                     |               |               |       |       |       |  |
|  | Herrera – Gavira              | Herrera – Gavira              | 19                    | 17                    |             |                     |                      |                      |             |             |             |             |                      |                      |                  |                  |                  |                  |                  |                     |                     |             |             |             |             |                 |                     |                     |               |               |       |       |       |  |
|  | Herrera – Gavira              | Herrera – Gavira              | 19                    | 17                    |             |                     |                      |                      |             |             |             |             |                      |                      |                  |                  |                  |                  |                  | Perušič – Schweiner | Perušič – Schweiner | 21          | 21          |             |             |                 |                     |                     |               |               |       |       |       |  |
|  |                               |                               |                       |                       |             |                     |                      |                      |             |             |             |             |                      |                      |                  |                  |                  |                  |                  | Perušič – Schweiner | Perušič – Schweiner | 21          | 21          |             |             |                 |                     |                     |               |               |       |       |       |  |
|  |                               |                               | Crabb – Brunner       | Crabb – Brunner       | 15          | 12                  |                      |                      |             |             |             |             |                      |                      |                  |                  |                  |                  |                  |                     |                     |             |             |             |             |                 |                     |                     |               |               |       |       |       |  |
|  | Seidl – Pristauz              | Seidl – Pristauz              | Crabb – Brunner       | Crabb – Brunner       | 15          | 12                  | 21                   | 15                   | 11          |             |             |             |                      |                      |                  |                  |                  |                  |                  |                     |                     |             |             |             |             |                 |                     |                     |               |               |       |       |       |  |
|  | Seidl – Pristauz              | Seidl – Pristauz              |                       |                       |             |                     |                      |                      |             |             |             |             |                      |                      |                  |                  |                  |                  |                  |                     |                     |             |             |             |             |                 |                     |                     |               |               |       |       |       |  |
|  | Solberg – Carvalhaes          | Solberg – Carvalhaes          | 13                    | 21                    | 15          |                     |                      |                      |             |             |             |             |                      |                      |                  |                  |                  |                  |                  |                     |                     |             |             |             |             |                 |                     |                     |               |               |       |       |       |  |
|  | Solberg – Carvalhaes          | Solberg – Carvalhaes          | 13                    | 21                    | 15          |                     | Solberg – Carvalhaes | Solberg – Carvalhaes | 15          | 21          | 15          |             |                      |                      |                  |                  |                  |                  |                  |                     |                     |             |             |             |             |                 |                     |                     |               |               |       |       |       |  |
|  |                               |                               |                       |                       |             |                     | Solberg – Carvalhaes | Solberg – Carvalhaes | 15          | 21          | 15          |             |                      |                      |                  |                  |                  |                  |                  |                     |                     |             |             |             |             |                 |                     |                     |               |               |       |       |       |  |
|  |                               |                               | Evandro – Arthur      | Evandro – Arthur      | 21          | 22                  | 10                   |                      |             |             |             |             |                      |                      |                  |                  |                  |                  |                  |                     |                     |             |             |             |             |                 |                     |                     |               |               |       |       |       |  |
|  | Evandro – Arthur              | Evandro – Arthur              | Evandro – Arthur      | Evandro – Arthur      | 21          | 22                  | 10                   | 30                   | 21          |             |             |             |                      |                      |                  |                  |                  |                  |                  |                     |                     |             |             |             |             |                 |                     |                     |               |               |       |       |       |  |
|  | Evandro – Arthur              | Evandro – Arthur              |                       |                       |             |                     |                      |                      |             |             |             |             |                      |                      |                  |                  |                  |                  |                  |                     |                     |             |             |             |             |                 |                     |                     |               |               |       |       |       |  |
|  | Vitor Felipe – Renato         | Vitor Felipe – Renato         | 28                    | 16                    |             |                     |                      |                      |             |             |             |             |                      |                      |                  |                  |                  |                  |                  |                     |                     |             |             |             |             |                 |                     |                     |               |               |       |       |       |  |
|  | Vitor Felipe – Renato         | Vitor Felipe – Renato         | 28                    | 16                    |             |                     |                      |                      |             |             |             |             | Solberg – Carvalhaes | Solberg – Carvalhaes | 17               | 14               |                  |                  |                  |                     |                     |             |             |             |             |                 |                     |                     |               |               |       |       |       |  |
|  |                               |                               |                       |                       |             |                     |                      |                      |             |             |             |             | Solberg – Carvalhaes | Solberg – Carvalhaes | 17               | 14               |                  |                  |                  |                     |                     |             |             |             |             |                 |                     |                     |               |               |       |       |       |  |
|  |                               |                               | Crabb – Brunner       | Crabb – Brunner       | 21          | 21                  |                      |                      |             |             |             |             |                      |                      |                  |                  |                  |                  |                  |                     |                     |             |             |             |             |                 |                     |                     |               |               |       |       |       |  |
|  | Schachter – Dearing           | Schachter – Dearing           | Crabb – Brunner       | Crabb – Brunner       | 21          | 21                  | 16                   | 22                   |             |             |             |             |                      |                      |                  |                  |                  |                  |                  |                     |                     |             |             |             |             |                 |                     |                     |               |               |       |       |       |  |
|  | Schachter – Dearing           | Schachter – Dearing           |                       |                       |             |                     |                      |                      |             |             |             |             |                      |                      |                  |                  |                  |                  |                  |                     |                     |             |             |             |             |                 |                     |                     |               |               |       |       |       |  |
|  | Hodges – Schubert             | Hodges – Schubert             | 21                    | 24                    |             |                     |                      |                      |             |             |             |             |                      |                      |                  |                  |                  |                  |                  |                     |                     |             |             |             |             |                 |                     |                     |               |               |       |       |       |  |
|  | Hodges – Schubert             | Hodges – Schubert             | 21                    | 24                    |             | Hodges – Schubert   | Hodges – Schubert    | 17                   | 17          |             |             |             |                      |                      |                  |                  |                  |                  |                  |                     |                     |             |             |             |             |                 |                     |                     |               |               |       |       |       |  |
|  |                               |                               |                       |                       |             | Hodges – Schubert   | Hodges – Schubert    | 17                   | 17          |             |             |             |                      |                      |                  |                  |                  |                  |                  |                     |                     |             |             |             |             |                 |                     |                     |               |               |       |       |       |  |
|  |                               |                               | Crabb – Brunner       | Crabb – Brunner       | 21          | 21                  |                      |                      |             |             |             |             |                      |                      |                  |                  |                  |                  |                  |                     |                     |             |             |             |             |                 |                     |                     |               |               |       |       |       |  |
|  | McHugh – Burnett              | McHugh – Burnett              | Crabb – Brunner       | Crabb – Brunner       | 21          | 21                  | 15                   | 17                   |             |             |             |             |                      |                      |                  |                  |                  |                  |                  |                     |                     |             |             |             |             |                 |                     |                     |               |               |       |       |       |  |
|  | McHugh – Burnett              | McHugh – Burnett              |                       |                       |             |                     |                      |                      |             |             |             |             |                      |                      |                  |                  |                  |                  |                  |                     |                     |             |             |             |             |                 |                     |                     |               |               |       |       |       |  |
|  | Crabb – Brunner               | Crabb – Brunner               | 21                    | 21                    |             |                     |                      |                      |             |             |             |             |                      |                      |                  |                  |                  |                  |                  |                     |                     |             |             |             |             |                 |                     |                     |               |               |       |       |       |  |
|  | Crabb – Brunner               | Crabb – Brunner               | 21                    | 21                    |             |                     |                      |                      |             |             |             |             |                      |                      |                  |                  |                  |                  |                  |                     |                     |             |             |             |             |                 | Perušič – Schweiner | Perušič – Schweiner | 21            | 17            | 15    |       |       |  |
|  |                               |                               |                       |                       |             |                     |                      |                      |             |             |             |             |                      |                      |                  |                  |                  |                  |                  |                     |                     |             |             |             |             |                 | Perušič – Schweiner | Perušič – Schweiner | 21            | 17            | 15    |       |       |  |
|  |                               |                               | Åhman – Hellvig       | Åhman – Hellvig       | 15          | 21                  | 13                   |                      |             |             |             |             |                      |                      |                  |                  |                  |                  |                  |                     |                     |             |             |             |             |                 |                     |                     |               |               |       |       |       |  |
|  | Partain – Benesh              | Partain – Benesh              | Åhman – Hellvig       | Åhman – Hellvig       | 15          | 21                  | 13                   | 21                   | 21          |             |             |             |                      |                      |                  |                  |                  |                  |                  |                     |                     |             |             |             |             |                 |                     |                     |               |               |       |       |       |  |
|  | Partain – Benesh              | Partain – Benesh              |                       |                       |             |                     |                      |                      |             |             |             |             |                      |                      |                  |                  |                  |                  |                  |                     |                     |             |             |             |             |                 |                     |                     |               |               |       |       |       |  |
|  | Kantor – Zdybek               | Kantor – Zdybek               | 17                    | 16                    |             |                     |                      |                      |             |             |             |             |                      |                      |                  |                  |                  |                  |                  |                     |                     |             |             |             |             |                 |                     |                     |               |               |       |       |       |  |
|  | Kantor – Zdybek               | Kantor – Zdybek               | 17                    | 16                    |             | Partain – Benesh    | Partain – Benesh     | 21                   | 21          |             |             |             |                      |                      |                  |                  |                  |                  |                  |                     |                     |             |             |             |             |                 |                     |                     |               |               |       |       |       |  |
|  |                               |                               |                       |                       |             | Partain – Benesh    | Partain – Benesh     | 21                   | 21          |             |             |             |                      |                      |                  |                  |                  |                  |                  |                     |                     |             |             |             |             |                 |                     |                     |               |               |       |       |       |  |
|  |                               |                               | Ranghieri – Carambula | Ranghieri – Carambula | 14          | 17                  |                      |                      |             |             |             |             |                      |                      |                  |                  |                  |                  |                  |                     |                     |             |             |             |             |                 |                     |                     |               |               |       |       |       |  |
|  | Ha – Wu                       | Ha – Wu                       | Ranghieri – Carambula | Ranghieri – Carambula | 14          | 17                  | 17                   | 23                   |             |             |             |             |                      |                      |                  |                  |                  |                  |                  |                     |                     |             |             |             |             |                 |                     |                     |               |               |       |       |       |  |
|  | Ha – Wu                       | Ha – Wu                       |                       |                       |             |                     |                      |                      |             |             |             |             |                      |                      |                  |                  |                  |                  |                  |                     |                     |             |             |             |             |                 |                     |                     |               |               |       |       |       |  |
|  | Ranghieri – Carambula         | Ranghieri – Carambula         | 21                    | 25                    |             |                     |                      |                      |             |             |             |             |                      |                      |                  |                  |                  |                  |                  |                     |                     |             |             |             |             |                 |                     |                     |               |               |       |       |       |  |
|  | Ranghieri – Carambula         | Ranghieri – Carambula         | 21                    | 25                    |             |                     |                      |                      |             |             |             |             | Partain – Benesh     | Partain – Benesh     | 19               | 16               |                  |                  |                  |                     |                     |             |             |             |             |                 |                     |                     |               |               |       |       |       |  |
|  |                               |                               |                       |                       |             |                     |                      |                      |             |             |             |             | Partain – Benesh     | Partain – Benesh     | 19               | 16               |                  |                  |                  |                     |                     |             |             |             |             |                 |                     |                     |               |               |       |       |       |  |
|  |                               |                               | Łosiak – Bryl         | Łosiak – Bryl         | 21          | 21                  |                      |                      |             |             |             |             |                      |                      |                  |                  |                  |                  |                  |                     |                     |             |             |             |             |                 |                     |                     |               |               |       |       |       |  |
|  | Łosiak – Bryl                 | Łosiak – Bryl                 | Łosiak – Bryl         | Łosiak – Bryl         | 21          | 21                  | 21                   | 21                   |             |             |             |             |                      |                      |                  |                  |                  |                  |                  |                     |                     |             |             |             |             |                 |                     |                     |               |               |       |       |       |  |
|  | Łosiak – Bryl                 | Łosiak – Bryl                 |                       |                       |             |                     |                      |                      |             |             |             |             |                      |                      |                  |                  |                  |                  |                  |                     |                     |             |             |             |             |                 |                     |                     |               |               |       |       |       |  |
|  | H. Mol – Berntsen             | H. Mol – Berntsen             | 18                    | 16                    |             |                     |                      |                      |             |             |             |             |                      |                      |                  |                  |                  |                  |                  |                     |                     |             |             |             |             |                 |                     |                     |               |               |       |       |       |  |
|  | H. Mol – Berntsen             | H. Mol – Berntsen             | 18                    | 16                    |             | Łosiak – Bryl       | Łosiak – Bryl        | 21                   | 21          |             |             |             |                      |                      |                  |                  |                  |                  |                  |                     |                     |             |             |             |             |                 |                     |                     |               |               |       |       |       |  |
|  |                               |                               |                       |                       |             | Łosiak – Bryl       | Łosiak – Bryl        | 21                   | 21          |             |             |             |                      |                      |                  |                  |                  |                  |                  |                     |                     |             |             |             |             |                 |                     |                     |               |               |       |       |       |  |
|  |                               |                               | Ehlers – Wickler      | Ehlers – Wickler      | 18          | 16                  |                      |                      |             |             |             |             |                      |                      |                  |                  |                  |                  |                  |                     |                     |             |             |             |             |                 |                     |                     |               |               |       |       |       |  |
|  | Hörl – Horst                  | Hörl – Horst                  | Ehlers – Wickler      | Ehlers – Wickler      | 18          | 16                  | 12                   | 17                   |             |             |             |             |                      |                      |                  |                  |                  |                  |                  |                     |                     |             |             |             |             |                 |                     |                     |               |               |       |       |       |  |
|  | Hörl – Horst                  | Hörl – Horst                  |                       |                       |             |                     |                      |                      |             |             |             |             |                      |                      |                  |                  |                  |                  |                  |                     |                     |             |             |             |             |                 |                     |                     |               |               |       |       |       |  |
|  | Ehlers – Wickler              | Ehlers – Wickler              | 21                    | 21                    |             |                     |                      |                      |             |             |             |             |                      |                      |                  |                  |                  |                  |                  |                     |                     |             |             |             |             |                 |                     |                     |               |               |       |       |       |  |
|  | Ehlers – Wickler              | Ehlers – Wickler              | 21                    | 21                    |             |                     |                      |                      |             |             |             |             |                      |                      |                  |                  |                  |                  |                  | Łosiak – Bryl       | Łosiak – Bryl       | 11          | 22          | 16          |             |                 |                     |                     |               |               |       |       |       |  |
|  |                               |                               |                       |                       |             |                     |                      |                      |             |             |             |             |                      |                      |                  |                  |                  |                  |                  | Łosiak – Bryl       | Łosiak – Bryl       | 11          | 22          | 16          |             |                 |                     |                     |               |               |       |       |       |  |
|  |                               |                               | Åhman – Hellvig       | Åhman – Hellvig       | 21          | 20                  | 18                   |                      |             |             |             |             |                      |                      |                  |                  |                  |                  |                  |                     |                     |             |             |             |             |                 |                     |                     |               |               |       |       |       |  |
|  | Cherif – Ahmed                | Cherif – Ahmed                | Åhman – Hellvig       | Åhman – Hellvig       | 21          | 20                  | 18                   | 17                   | 14          |             |             |             |                      |                      |                  |                  |                  |                  |                  |                     |                     |             |             |             |             |                 |                     |                     |               |               |       |       |       |  |
|  | Cherif – Ahmed                | Cherif – Ahmed                |                       |                       |             |                     |                      |                      |             |             |             |             |                      |                      |                  |                  |                  |                  |                  |                     |                     |             |             |             |             |                 |                     |                     |               |               |       |       |       |  |
|  | Boermans – De Groot           | Boermans – De Groot           | 21                    | 21                    |             |                     |                      |                      |             |             |             |             |                      |                      |                  |                  |                  |                  |                  |                     |                     |             |             |             |             |                 |                     |                     |               |               |       |       |       |  |
|  | Boermans – De Groot           | Boermans – De Groot           | 21                    | 21                    |             | Boermans – De Groot | Boermans – De Groot  | 21                   | 16          | 15          |             |             |                      |                      |                  |                  |                  |                  |                  |                     |                     |             |             |             |             |                 |                     |                     |               |               |       |       |       |  |
|  |                               |                               |                       |                       |             | Boermans – De Groot | Boermans – De Groot  | 21                   | 16          | 15          |             |             |                      |                      |                  |                  |                  |                  |                  |                     |                     |             |             |             |             |                 |                     |                     |               |               |       |       |       |  |
|  |                               |                               | Immers – Van de Velde | Immers – Van de Velde | 18          | 21                  | 13                   |                      |             |             |             |             |                      |                      |                  |                  |                  |                  |                  |                     |                     |             |             |             |             |                 |                     |                     |               |               |       |       |       |  |
|  | Popov – Reznik                | Popov – Reznik                | Immers – Van de Velde | Immers – Van de Velde | 18          | 21                  | 13                   | 16                   | 13          |             |             |             |                      |                      |                  |                  |                  |                  |                  |                     |                     |             |             |             |             |                 |                     |                     |               |               |       |       |       |  |
|  | Popov – Reznik                | Popov – Reznik                |                       |                       |             |                     |                      |                      |             |             |             |             |                      |                      |                  |                  |                  |                  |                  |                     |                     |             |             |             |             |                 |                     |                     |               |               |       |       |       |  |
|  | Immers – Van de Velde         | Immers – Van de Velde         | 21                    | 21                    |             |                     |                      |                      |             |             |             |             |                      |                      |                  |                  |                  |                  |                  |                     |                     |             |             |             |             |                 |                     |                     |               |               |       |       |       |  |
|  | Immers – Van de Velde         | Immers – Van de Velde         | 21                    | 21                    |             |                     |                      |                      |             |             |             |             | Boermans – De Groot  | Boermans – De Groot  | 30               | 24               | 12               |                  |                  |                     |                     |             |             |             |             |                 |                     |                     |               |               |       |       |       |  |
|  |                               |                               |                       |                       |             |                     |                      |                      |             |             |             |             | Boermans – De Groot  | Boermans – De Groot  | 30               | 24               | 12               |                  |                  |                     |                     |             |             |             |             |                 |                     |                     |               |               |       |       |       |  |
|  |                               |                               | Åhman – Hellvig       | Åhman – Hellvig       | 32          | 22                  | 15                   |                      |             |             |             |             |                      |                      |                  |                  |                  |                  |                  |                     |                     |             |             |             |             |                 |                     |                     |               |               |       |       |       |  |
|  | Brouwer – Meeuwsen            | Brouwer – Meeuwsen            | Åhman – Hellvig       | Åhman – Hellvig       | 32          | 22                  | 15                   | 17                   | 23          | 15          |             |             |                      |                      |                  |                  |                  |                  |                  |                     |                     |             |             |             |             |                 |                     |                     |               |               |       |       |       |  |
|  | Brouwer – Meeuwsen            | Brouwer – Meeuwsen            |                       |                       |             |                     |                      |                      |             | 15          |             |             |                      |                      |                  |                  |                  |                  |                  |                     |                     |             |             |             |             |                 |                     |                     |               |               |       |       |       |  |
|  | Aravena – Droguett            | Aravena – Droguett            | 21                    | 21                    | 7           |                     |                      |                      |             |             |             |             |                      |                      |                  |                  |                  |                  |                  |                     |                     |             |             |             |             |                 |                     |                     |               |               |       |       |       |  |
|  | Aravena – Droguett            | Aravena – Droguett            | 21                    | 21                    | 7           |                     | Brouwer – Meeuwsen   | Brouwer – Meeuwsen   | 13          | 11          |             |             |                      |                      |                  |                  |                  |                  |                  |                     |                     |             |             |             |             |                 |                     |                     |               |               |       |       |       |  |
|  |                               |                               |                       |                       |             |                     | Brouwer – Meeuwsen   | Brouwer – Meeuwsen   | 13          | 11          |             |             |                      |                      |                  |                  |                  |                  |                  |                     |                     |             |             |             |             |                 |                     |                     |               |               |       |       |       |  |
|  |                               |                               | Åhman – Hellvig       | Åhman – Hellvig       | 21          | 21                  |                      |                      |             |             |             |             |                      |                      |                  |                  |                  |                  |                  |                     |                     |             |             |             |             |                 |                     |                     |               |               |       |       |       |  |
|  | Evans – Budinger              | Evans – Budinger              | Åhman – Hellvig       | Åhman – Hellvig       | 21          | 21                  | 17                   | 15                   |             |             |             |             |                      |                      |                  |                  |                  |                  |                  |                     |                     |             |             |             |             | Crabb – Brunner | Crabb – Brunner     | 17                  | 18            |               |       |       |       |  |
|  | Evans – Budinger              | Evans – Budinger              |                       |                       |             |                     |                      |                      |             |             |             |             |                      |                      |                  |                  |                  |                  |                  |                     |                     |             |             |             |             | Crabb – Brunner | Crabb – Brunner     | 17                  | 18            |               |       |       |       |  |
|  | Åhman – Hellvig               | Åhman – Hellvig               | 21                    | 21                    |             |                     |                      |                      |             |             |             |             |                      |                      |                  |                  |                  |                  |                  |                     |                     |             |             |             |             |                 |                     |                     | Łosiak – Bryl | Łosiak – Bryl | 21    | 21    |       |  |
|  | Åhman – Hellvig               | Åhman – Hellvig               | 21                    | 21                    |             |                     |                      |                      |             |             |             |             |                      |                      |                  |                  |                  |                  |                  |                     |                     |             |             |             |             |                 |                     |                     | Łosiak – Bryl | Łosiak – Bryl | 21    | 21    |       |  |
|  |                               |                               |                       |                       |             |                     |                      |                      |             |             |             |             |                      |                      |                  |                  |                  |                  |                  |                     |                     |             |             |             |             |                 |                     |                     |               |               |       |       |       |  |

### Ronda de 32
| Fecha y Hora         | Partido                       | Partido   | Partido                 | Sets    | Sets    | Sets    | Puntuación total | Tiempo |
| Fecha y Hora         |                               | Resultado |                         | 1       | 2       | 3       | Puntuación total | Tiempo |
| -------------------- | ----------------------------- | --------- | ----------------------- | ------- | ------- | ------- | ---------------- | ------ |
| 11 de octubre, 11:00 | N. Capogrosso – T. Capogrosso | 0 - 2     | Cottafava – Nicolai     | 17 - 21 | 12 - 21 |         | 29 - 42          |        |
| 11 de octubre, 11:00 | Seidl – Pristauz              | 1 - 2     | Solberg – Carvalhaes    | 21 - 13 | 15 - 21 | 11 - 15 | 47 - 49          |        |
| 11 de octubre, 11:00 | Łosiak – Bryl                 | 2 - 0     | H. Mol – Berntsen       | 21 - 18 | 21 - 16 |         | 42 - 34          |        |
| 11 de octubre, 11:00 | Evans – Budinger              | 0 - 2     | Åhman – Hellvig         | 17 - 21 | 15 - 21 |         | 32 - 42          |        |
| 11 de octubre, 12:00 | A. Mol – Sørum                | 2 - 0     | M. Grimalt – E. Grimalt | 21 - 12 | 21 - 15 |         | 42 - 27          |        |
| 11 de octubre, 12:00 | Evandro – Arthur              | 2 - 0     | Vitor Felipe – Renato   | 30 - 28 | 21 - 16 |         | 51 - 44          |        |
| 11 de octubre, 12:00 | Hörl – Horst                  | 0 - 2     | Ehlers – Wickler        | 12 - 21 | 17 - 21 |         | 29 - 42          |        |
| 11 de octubre, 12:00 | Brouwer – Meeuwsen            | 2 - 1     | Aravena – Droguett      | 17 - 21 | 23 - 21 | 15 - 7  | 55 - 49          |        |
| 11 de octubre, 17:00 | Alayo – Díaz                  | 0 - 2     | Lupo – Rossi            | 16 - 21 | 15 - 21 |         | 31 - 42          |        |
| 11 de octubre, 17:00 | Schachter – Dearing           | 0 - 2     | Hodges – Schubert       | 16 - 21 | 22 - 24 |         | 38 - 45          |        |
| 11 de octubre, 17:00 | Ha – Wu                       | 0 - 2     | Ranghieri – Carambula   | 17 - 21 | 23 - 25 |         | 40 - 46          |        |
| 11 de octubre, 17:00 | Popov – Reznik                | 0 - 2     | Immers – Van de Velde   | 16 - 21 | 13 - 21 |         | 29 - 42          |        |
| 11 de octubre, 18:00 | Perušič – Schweiner           | 2 - 0     | Herrera – Gavira        | 21 - 19 | 21 - 17 |         | 42 - 36          |        |
| 11 de octubre, 18:00 | McHugh – Burnett              | 0 - 2     | Crabb – Brunner         | 15 - 21 | 17 - 21 |         | 32 - 42          |        |
| 11 de octubre, 18:00 | Partain – Benesh              | 2 - 0     | Kantor – Zdybek         | 21 - 17 | 21 - 16 |         | 42 - 33          |        |
| 11 de octubre, 18:00 | Cherif – Ahmed                | 0 - 2     | Boermans – De Groot     | 17 - 21 | 14 - 21 |         | 31 - 42          |        |

### Ronda de 16
| Fecha y Hora         | Partido              | Partido   | Partido               | Sets    | Sets    | Sets    | Puntuación total | Tiempo |
| Fecha y Hora         |                      | Resultado |                       | 1       | 2       | 3       | Puntuación total | Tiempo |
| -------------------- | -------------------- | --------- | --------------------- | ------- | ------- | ------- | ---------------- | ------ |
| 12 de octubre, 17:00 | A. Mol – Sørum       | 2 - 0     | Cottafava – Nicolai   | 21 - 19 | 21 - 17 |         | 42 - 36          |        |
| 12 de octubre, 17:00 | Brouwer – Meeuwsen   | 0 - 2     | Åhman – Hellvig       | 13 - 21 | 11 - 21 |         | 24 - 42          |        |
| 12 de octubre, 18:00 | Hodges – Schubert    | 0 - 2     | Crabb – Brunner       | 17 - 21 | 17 - 21 |         | 34 - 42          |        |
| 12 de octubre, 18:00 | Łosiak – Bryl        | 2 - 0     | Ehlers – Wickler      | 21 - 18 | 21 - 16 |         | 42 - 34          |        |
| 12 de octubre, 19:00 | Lupo – Rossi         | 0 - 2     | Perušič – Schweiner   | 15 - 21 | 17 - 21 |         | 32 - 42          |        |
| 12 de octubre, 19:00 | Solberg – Carvalhaes | 2 - 1     | Evandro – Arthur      | 15 - 21 | 24 - 22 | 15 - 10 | 54 - 53          |        |
| 12 de octubre, 19:00 | Partain – Benesh     | 2 - 0     | Ranghieri – Carambula | 21 - 14 | 21 - 17 |         | 42 - 31          |        |
| 12 de octubre, 19:00 | Boermans – De Groot  | 2 - 1     | Immers – Van de Velde | 21 - 18 | 16 - 21 | 15 - 13 | 52 - 52          |        |

### Cuartos de final
| Fecha y Hora         | Partido              | Partido   | Partido             | Sets    | Sets    | Sets    | Puntuación total | Tiempo |
| Fecha y Hora         |                      | Resultado |                     | 1       | 2       | 3       | Puntuación total | Tiempo |
| -------------------- | -------------------- | --------- | ------------------- | ------- | ------- | ------- | ---------------- | ------ |
| 13 de octubre, 16:00 | Partain – Benesh     | 0 - 2     | Łosiak – Bryl       | 19 - 21 | 16 - 21 |         | 35 - 42          |        |
| 13 de octubre, 18:00 | A. Mol – Sørum       | 1 - 2     | Perušič – Schweiner | 14 - 21 | 21 - 14 | 12 - 15 | 47 - 50          |        |
| 13 de octubre, 19:00 | Boermans – De Groot  | 1 - 2     | Åhman – Hellvig     | 30 - 32 | 24 - 22 | 12 - 15 | 66 - 69          |        |
| 13 de octubre, 20:00 | Solberg – Carvalhaes | 0 - 2     | Crabb – Brunner     | 17 - 21 | 14 - 21 |         | 31 - 42          |        |

### Semifinal
| Fecha y Hora         | Partido             | Partido   | Partido         | Sets    | Sets    | Sets    | Puntuación total | Tiempo |
| Fecha y Hora         |                     | Resultado |                 | 1       | 2       | 3       | Puntuación total | Tiempo |
| -------------------- | ------------------- | --------- | --------------- | ------- | ------- | ------- | ---------------- | ------ |
| 14de octubre, 17:00  | Łosiak – Bryl       | 1 - 2     | Åhman – Hellvig | 11 - 21 | 22 - 20 | 16 - 18 | 49 - 59          |        |
| 14 de octubre, 19:00 | Perušič – Schweiner | 2 - 0     | Crabb – Brunner | 21 - 15 | 21 - 12 |         | 42 - 27          |        |

### 3° lugar
| Fecha y Hora         | Partido         | Partido   | Partido       | Sets    | Sets    | Sets | Puntuación total | Tiempo |
| Fecha y Hora         |                 | Resultado |               | 1       | 2       | 3    | Puntuación total | Tiempo |
| -------------------- | --------------- | --------- | ------------- | ------- | ------- | ---- | ---------------- | ------ |
| 15 de octubre, 12:00 | Crabb – Brunner | 0 - 2     | Łosiak – Bryl | 17 - 21 | 18 - 21 |      | 35 - 42          |        |

### Final
| Fecha y Hora         | Partido             | Partido   | Partido         | Sets    | Sets    | Sets    | Puntuación total | Tiempo |
| Fecha y Hora         |                     | Resultado |                 | 1       | 2       | 3       | Puntuación total | Tiempo |
| -------------------- | ------------------- | --------- | --------------- | ------- | ------- | ------- | ---------------- | ------ |
| 15 de octubre, 14:30 | Perušič – Schweiner | 2 - 1     | Åhman – Hellvig | 21 - 15 | 17 - 21 | 15 - 13 | 53 - 49          |        |

## Clasificación final
| Rank | Team                          |
| ---- | ----------------------------- |
|      | Perušič – Schweiner           |
|      | Åhman – Hellvig               |
|      | Łosiak – Bryl                 |
| 4    | Crabb – Brunner               |
| 5    | Boermans – De Groot           |
| 5    | A. Mol – Sørum                |
| 5    | Partain – Benesh              |
| 5    | Solberg – Carvalhaes          |
| 9    | Immers – Van de Velde         |
| 9    | Evandro – Arthur              |
| 9    | Cottafava – Nicolai           |
| 9    | Ehlers – Wickler              |
| 9    | Hodges – Schubert             |
| 9    | Lupo – Rossi                  |
| 9    | Ranghieri – Carambula         |
| 9    | Brouwer – Meeuwsen            |
| 17   | Seidl – Pristauz              |
| 17   | Aravena – Droguett            |
| 17   | Ha – Wu                       |
| 17   | Vitor Felipe – Renato         |
| 17   | Herrera – Gavira              |
| 17   | Schachter – Dearing           |
| 17   | H. Mol – Berntsen             |
| 17   | Kantor – Zdybek               |
| 17   | Evans – Budinger              |
| 17   | McHugh – Burnett              |
| 17   | Cherif – Ahmed                |
| 17   | Alayo – Díaz                  |
| 17   | N. Capogrosso – T. Capogrosso |
| 17   | Popov – Reznik                |
| 17   | Hörl – Horst                  |
| 17   | M. Grimalt – E. Grimalt       |
| 33   | Pedrosa – Campos              |
| 33   | Sarabia – Virgen              |
| 33   | Peter – Hernán                |
| 33   | Nicolaidis – Carracher        |
| 37   | George – André                |
| 37   | Leòn – Marcos                 |
| 37   | Bassereau – Lyneel            |
| 37   | Krou – Gauthier-Rat           |
| 37   | Blanco – Garcia               |
| 37   | Abicha – El Azhari            |
| 37   | Barajas – Cruz                |
| 37   | Galindo – Aguirre             |
| 37   | Monjane – Martinho            |
| 37   | Mora – López                  |
| 37   | Pithak – Poravid              |
| 37   | Schalk – Bourne               |